# Ashland (Pennsylvanie)
Pour les articles homonymes, voir Ashland.
Ashland est un borough situé en limite des comtés de Columbia et de Schuylkill, en Pennsylvanie, aux États-Unis,. En 2010, il comptait une population de 2 817 habitants. Il est incorporé en 1957.

## Démographie
Lors du recensement de 2010, le borough comptait une population de 2 817 habitants. Elle est estimée, en 2019, à 2 659 habitants.

### Source de la traduction
- (en) Cet article est partiellement ou en totalité issu de l’article de Wikipédia en anglais intitulé « Ashland, Pennsylvania » (voir la liste des auteurs).